# Вулиця Ржегоржа
Вулиця Ржегоржа — вулиця у Шевченківському районі міста Львів, місцевість Замарстинів. Пролягає від вулиці Липинського углиб мікрорайону в напрямку проспекту Чорновола, з яким сполучається пішохідною доріжкою.

## Історія та забудова
Вулиця виникла у складі села Замарстинів під назвою Вербова бічна. У 1993 році отримала сучасну назву, на честь Франтішка Ржегоржа, чеського етнографа XIX століття, дослідника Галичини.
Забудована одноповерховими будинками 1930-х років у стилі конструктивізму, двоповерховими будинками барачного типу 1950-х років, одноповерховими приватними садибами 1960-х років.